# Paraclisis hyalina
Paraclisis hyalina är en insektsart som först beskrevs av Neumann 1911.  Paraclisis hyalina ingår i släktet Paraclisis och familjen fjäderlöss. Inga underarter finns listade i Catalogue of Life.